# Menhir des Pins
Le menhir des Pins, appelé aussi menhir de Sainte-Marie, est un menhir situé sur la commune de Frossay dans le département de la Loire-Atlantique.

## Description
Le menhir mesure 2,60 m de hauteur pour une largeur à la base d'environ 1 m et une épaisseur moyenne de 0,70 m.